# Campylocentrum fasciola
Campylocentrum fasciola là một loài lan.
```
 Tư liệu liên quan tới 
Campylocentrum fasciola
 tại 
Wikimedia Commons
```

## Hình ảnh

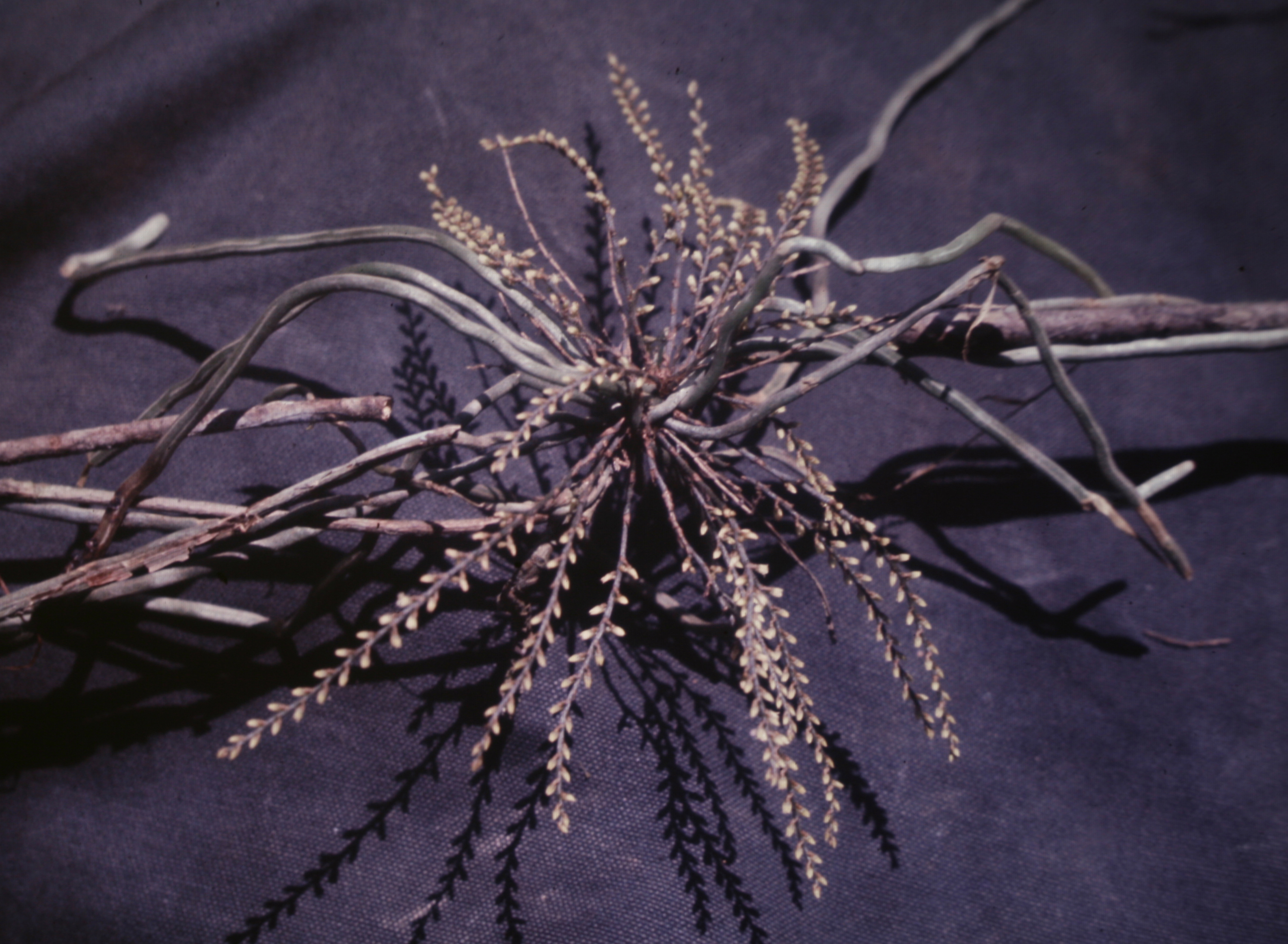
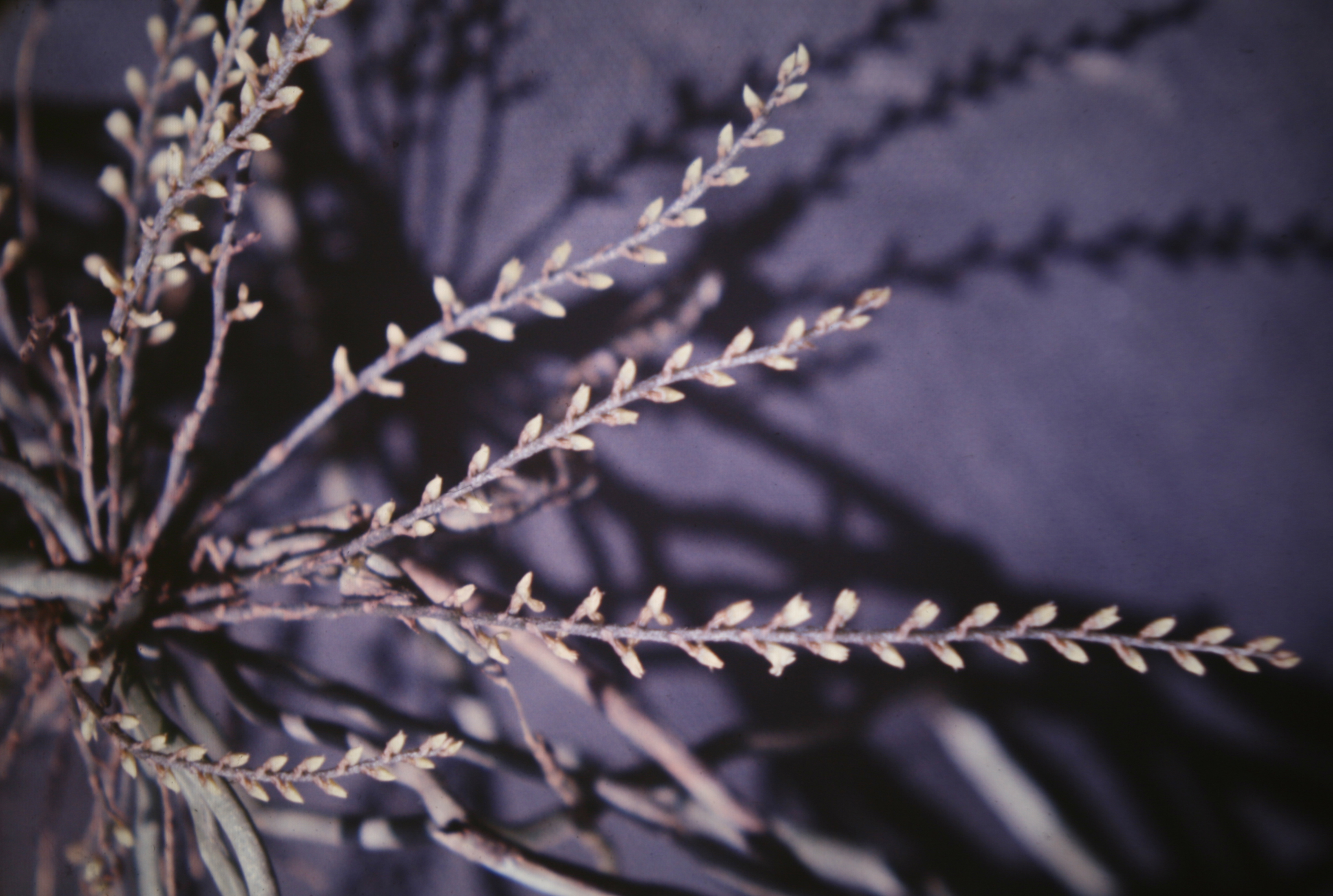

- Tập tin:Campylocentrum fasciola............ Flora Brasiliensis 3-6-106.jpg